# Heterophleps grisearia
Heterophleps grisearia là một loài bướm đêm trong họ Geometridae.